# Llei de Teeter
La llei de Teeter és un comentari sobre la pràctica de la lingüística històrica, que explica com els diferents investigadors poden arribar a concepcions radicalment diferents de la protollengua d'una família:
| « | La llengua de la família que millor conec sempre resulta ser la més arcaica. | » |

Tot i que la llei porta el nom del lingüista americanista Karl V. Teeter, pel que sembla, no apareix en cap de les obres de Teeter.
És citada habitualment des de la publicació en 1976 de Paul Friedrich Proto-Indo-European syntax: the order of meaningful elements pel lingüista indoeuropeista Calvert Watkins.
Watkins va argumentar que la reconstrucció sintàctica de Friedrich es va basar enterament en grec homèric.